# Eriksholms skovkyster
 For alternative betydninger, se Eriksholm. (Se også artikler, som begynder med Eriksholm)
Eriksholms skovkyster er  en ca. 110 hektar stor  naturfredning langs vestbredden af Isefjorden i Holbæk Kommune på Sjælland.  

## Naturfredning
Fredningen har til formål  at beskytte ”den smukke kyststrækning langs Tempelkrog og Bramsnæsbugt”. Området blev fredet 1955 omfatter en skovbræmme, som lokalt kaldes ”den lange naturskov” der strækker sig fra Arnakke i syd forbi Eriksholms godsbygninger,  hele vejen langs kysten til golfbanen ved Kirsebærholm, kun afbrudt på en kortere strækning ved Bredetved Strand. Den omfatter strandengene og den smalle naturskovprægede kystskov indtil stien, der danner skel til den forstligt drevne del af skovene. Fredningen omfatter hele kyststrækningen fra Tinderbjergskoven i syd, langs Eriksholm Skov til Bredetved strand og igen kysten nord for Bredetved langs Dragerup Skov, hvor Torpedostationen ved Bramsnæsvig ligger. Med til fredningen hører Munkholm og flere småøer og holme i Tempelkrogen.